# محطة سكة حديد عطبرة
تعتبر محطة سكة حديد عطبرة تعتبر واحدة من أهم محطات سكك حديد السودان، وهي كمحطة ارتبطت بانها رمز تاريخي ولعبت دوراً هاما في الحراك السياسي والاقتصادي والاجتماعي في السودان.

## النشأة

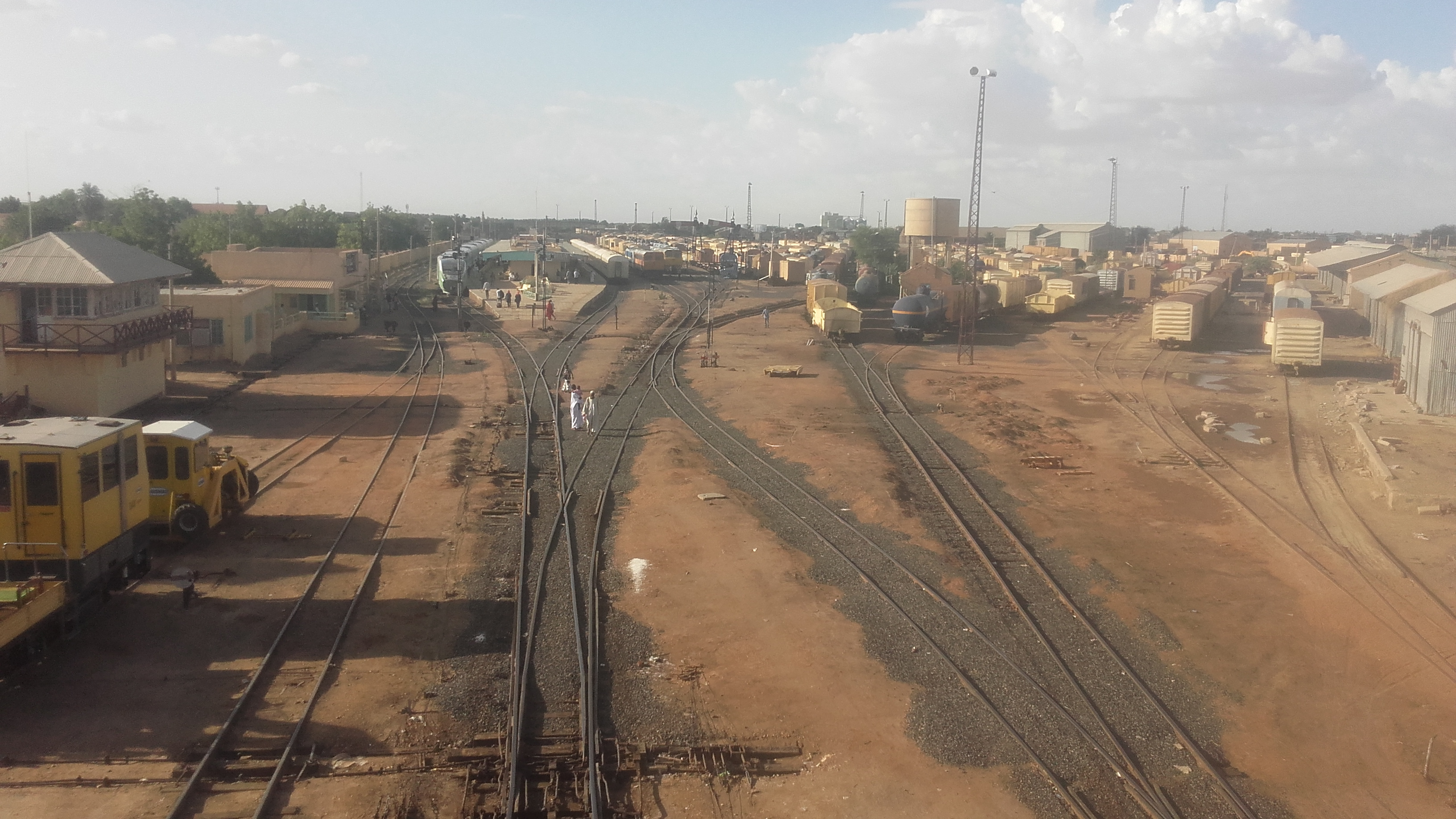
محطة السكة حديد عطبرة

ترجع نشأة محطة السكة حديد عطبرة إلى القرن التاسع عشر الميلادي، وكان في البدء توجد عشرة محطات عشرة محطات لم تحدد لها أسماء بعينها  تم ترقيمها بالنمر وكانت تعرف بالنمرة، وفي عام 1906  بدأ إنشاء ميناء عطبرة.

### مهام السكة حديد
ساهمت السكة حديد في نقل الكتب والجرائد وغيرها من المواد التعليمة قبل توفر الوسائل الحديثة مما اسهم في العملية التعليمية والمعرفية في تلك البقعة.

### دور محطة السكة حديد عطبرة..
كان للسكة حديد عموما ومحطة سكة حديد عطبرة اثرها في الثقافة السودانية والحركة السياسة والنقابية والثورات العمالية على مر التاريخ وشكلت الهوية السودانية والوجدان السوداني وعملت على رتق النسيج الاجتماعي واورثت الاجيال حب الوطنية والنضال على مر الزمان.

#### تدهور
بدأ تدهور السكة حديد في السودان في عهد نظام الرئيس السابق جعفر نميري والذي بداء بتفكيك النظام المركزي للإدارة، عندما إنشاء طريق بورتسودان الخرطوم، واكتمل خراب السكة حديد في مدن السودان مع قدوم نظام الإنقاذ البائد في العام 1989م

#### خطوط السكة حديد
ووفقا لموقع اسكاي نيوز فأن سكة حديد السودان تمتد بطول (5899) وتعرضت هذه الخطوط للتعطيل والتوقف.

#### قطار عطبرة
كانت لحظة تاريخية عند وصول قطر عطبرة إلى الخرطوم للمشاركة في اعتصام القيادة في يوم 21_أبريل 2019م ومثل القطار رمزية للقب عطبرة مدينة الحديد والنار، ومما الهب حماس الثوار هو تلك المسافة التي قطعها القطار ليشارك في الملحمة التاريخية بعد سنوات عجاف عشان الشعب السوداني تحت حكم الرئس المخلوع عمر البشير.